# Got Money
Got Money is een nummer van de Amerikaanse rapper Lil Wayne, in samenwerking met T-Pain. Het nummer werd uitgebracht op 27 mei 2008 door het platenlabel Cash Money/Universal Motown en behaalde de 10e positie in de Billboard Hot 100.